# Louis Le Peletier de Rosanbo (1777-1856)
Pour les autres membres de la famille, voir Famille Le Peletier.
Louis VI Nicolas Le Peletier de Rosanbo, 4e marquis de Rosanbo et 1er vicomte de Rosanbo (Paris, 23 juin 1777 - Saint-Marcel-d'Ardèche, 30 septembre 1856) est un homme politique français.

## Biographie

### Vie privée
Il est le fils de Louis V Le Peletier de Rosanbo, 3e marquis de Rosanbo (1747-1794) et d'Antoinette Marguerite Thérèse de Lamoignon de Malesherbes (1756-1794).
Il est également petit-fils de Chrétien Guillaume de Lamoignon de Malesherbes (1721-1794).

### Vie publique
Il n'a que 16 ans lorsqu'une très grande partie de sa famille se fait guillotinée en 1794, il ne doit sa survie qu'à son jeune âge et sa plus profonde discrétion.
Il est nommé, au retour des Bourbons, président du collège électoral du Finistère et pair de France le 15 août 1815. Il vota pour la mort dans le procès du maréchal Ney, et, légitimiste convaincu, se retira de la Chambre des pairs après les journées de juillet 1830, refusant de prêter serment à Louis-Philippe. 

## Famille
Il épouse, le 10 janvier 1798, Henriette Geneviève d'Andlau (1774-1826), fille de Frédéric d'Andlau-Hombourg, 2e comte d'Andlau et de Marie Adelaïde Geneviève Helvétius. Ils ont quatre enfants.

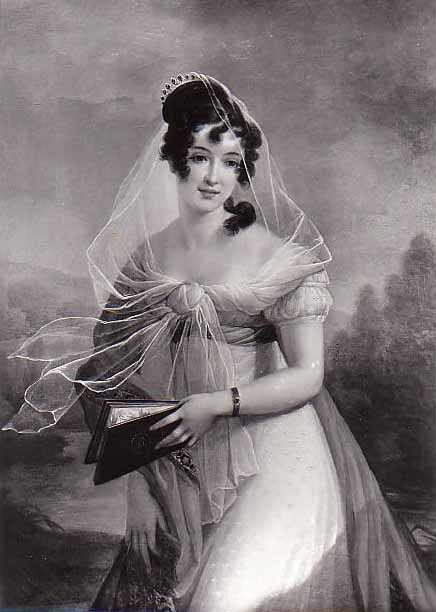
Henriette Geneviève d'Andlau (Élisabeth Vigée Le Brun).

- Louis VII Ludovic Le Peletier de Rosanbo, 5e marquis de Rosanbo (30 juin 1800 - 22 janvier 1862) épouse Élisabeth Aglaé de Mesnard (7 avril 1804 - 30 décembre 1863), dont descendance ;
- Marie Henriette Le Peletier de Rosanbo (14 mai 1802 - 1835) épouse Charles Marie de Mac-Mahon, 3e marquis d'Éguilly (15 janvier 1793 - 5 septembre 1845), dont descendance ;
- Antoinette Pauline Le Peletier de Rosanbo (26 mai 1807 - 18 avril 1832) épouse Théodore de Viel de Lunas d'Espeuilles, marquis d'Espeuilles (25 avril 1803 - 31 décembre 1871), dont descendance ;
- Camille Madeleine Le Peletier de Rosanbo (1813 - 5 février 1893) épouse Armand Marie Aimé Léon de Pierre de Bernis, 3e marquis de Bernis (1808 - 25 février 1857), dont descendance.

## Distinctions

### Décorations françaises
- Chevalier de la Légion d'honneur (décret du 20 septembre 1828)[1].
- Chevalier de l'Ordre royal et militaire de Saint-Louis